# Thomas J. Balonek
 Thomas J. Balonek est un astronome américain.

## Biographie
Il a obtenu sa licence de physique (BSc) en 1974 à l'université Cornell et une maîtrise de Sciences et un PhD en astronomie à l'université du Massachusetts respectivement en 1977 et en 1982.
Il est professeur de physique et d'astronomie à l'université Colgate.
Le Centre des planètes mineures le crédite de la découverte de neuf astéroïdes, effectuée entre 1991 et 1995, dont un avec la collaboration de M. Stockmaster.
| (6452) Johneuller  | 17 avril 1991   |
| (9613) 1993 BN3    | 26 janvier 1993 |
| (14462) 1993 GA    | 2 avril 1993    |
| (48496) 1993 BM3   | 26 janvier 1993 |
| (52463) 1995 GA8   | 6 avril 1995    |
| (85323) 1995 GF8   | 8 avril 1995    |
| (100307) 1995 GJ8  | 8 avril 1995    |
| (162023) 1995 GP8  | 8 avril 1995    |
| (347162) 2011 FN12 | 8 avril 1995    |